# 2057 Rosemary
2057 Rosemary è un asteroide della fascia principale del diametro medio di circa 16,1 km. Scoperto nel 1934, presenta un'orbita caratterizzata da un semiasse maggiore pari a 3,0723009 UA e da un'eccentricità di 0,2381007, inclinata di 1,44197° rispetto all'eclittica.
Prende il nome da Rosemary Birky Hoffmann Scholl, prima moglie dell'astronomo tedesco Hans Scholl.